# River of Dreams
River of Dreams je dvanajsti in zadnji rockovski studijski album Billyja Joela, ki je izšel 10. avgusta 1993. Joel je končal s snemanjem nove glasbe in je po tem albumu izdajal le albume v živo in komponiral klasično glasbo, ki je izšla na albumu Fantasies & Delusions leta 2001 in jo je izvedel pianist Richard Joo. River of Dreams predstavlja resnejši zvok kot ga lahko slišimo na prejšnjih Joelovih albumih in se ukvarja s temami kot so zaupanje in dolgotrajna ljubezen. Špekulacije govorijo, da naj bi besedila skladb »A Minor Variation« in »The Great Wall of China« govorila o Joelovih problemih s svojim nekdanjim managerjem in svakom, Frankom Webrom, ki naj bi Joela oškodoval za več milijonov dolarjev.
Slika na ovitku albuma je delo tedanje Joelove žene, Christie Brinkley. Leta 1993 ji je revija Rolling Stone podelila nagrado Top Picks za »Najboljši ovitek albuma leta«.
Tako album kot skladba »The River of Dreams« sta bila nominirana za več grammyjev, vendar nista prejela nobenega.

## Seznam skladb
Vse skladbe je napisal Billy Joel.
| Št. | Naslov                           | Dolžina |
| --- | -------------------------------- | ------- |
| 1.  | „No Man's Land‟                  | 4:48    |
| 2.  | „The Great Wall of China‟        | 5:45    |
| 3.  | „Blonde Over Blue‟               | 4:55    |
| 4.  | „A Minor Variation‟              | 5:36    |
| 5.  | „Shades of Grey‟                 | 4:10    |
| 6.  | „All About Soul‟                 | 5:59    |
| 7.  | „Lullabye (Goodnight, My Angel)‟ | 3:32    |
| 8.  | „The River of Dreams‟            | 4:05    |
| 9.  | „Two Thousand Years‟             | 5:19    |
| 10. | „Famous Last Words‟              | 5:01    |

## A Voyage on the River of Dreams
A Voyage on the River of Dreams je avstralski trojni box set, ki je izšel leta 1994. Set vsebuje album River of Dreams, zgoščenko s šestimi živimi posnetki s turneje River of Dreams in zgoščenko z intervjujem, ki je bil posnet na Univerzi Princeton. Set je v Avstraliji dosegel 33. mesto lestvice in 47. mesto lestvice na Novi Zelandiji. Set je poleg Avstralije in Nove Zelandije izšel še na Japonskem.
Disk 1 (River of Dreams)
Disk 2 (Billy Joel Live)
Vse skladbe je napisal Billy Joel, razen, kjer je posebej napisano.
| Št. | Naslov                                                 | Dolžina |
| --- | ------------------------------------------------------ | ------- |
| 1.  | „Goodbye Yellow Brick Road‟ (Elton John/Bernie Taupin) | 5:08    |
| 2.  | „No Man's Land‟                                        | 5:44    |
| 3.  | „The Ballad of Billy the Kid‟                          | 5:52    |
| 4.  | „Lullabye (Goodnight, My Angel)‟                       | 3:40    |
| 5.  | „The River of Dreams‟                                  | 5:28    |
| 6.  | „A Hard Day's Night‟ (John Lennon–Paul McCartney)      | 3:20    |

Disk 3 (Intervju)

## Osebje

### Glasbeniki
| - Billy Joel – vokal, klavir, clavinet, orgle, klaviature, sintetizatorji, spremljevalni vokal - Zachary Alford – bobni - Phillip Ballou – zbor - Katreese Barnes – zbor - Tommy Byrnes – kitara - Richie Cannata – tenor saksofon - Dennis Collins – zbor - Schuyler Deale – bas - Lewis Del Gatto – vodja orkestra - Liberty DeVitto – bobni - Will Downing – zbor - Laurence Etkin – trobenta - Wrecia Ford – spremljevalni vokali - Diane Garisto – zbot - Arno Hecht – bariton saksofon - Lonnie Hillyer – bas - Jeff Jacobs – sintetizator - Stephanie James – zbor - Color Me Badd – spremljevalni vokali pri »All About Soul« - Devora Johnson – zbor | - Jef Lee Johnson: bas - Steve Jordan – bobni - Curtis Rance King, Jr. – zborovodja - Doug Kleeger – tehnična podpora - Danny Kortchmar – kitara - Andy Kravitz – tolkala - Osvaldo Melindez – trombon - Ira Newborn – orkestracija - Jim Saporito – tolkala - Marlon Saunders – zbor, spremljevalni vokali - Frank Simms – spremljevalni vokali - George Simms – spremljevalni vokali - T.M. Stevens – bas - Crystal Taliefero – vokalni aranžma, spremljevalni vokali - Chuck Treece – bas - Mike Tyler – kitara - Leslie West – kitara - Brenda White-King – zbor - B. David Witworth – spremljevalni vokali |

### Produkcija
- A&R – Don DeVito
- Umetniški direktor – Christopher Austopchuk
- Slika na ovitku – Christie Brinkley
- Produkcijski koordinator – Bill Zampino
- Oblikovanje – Sara Rotman
- Inženir – Carl Glanville
- Asistent inženirja – Dan Hetzel
- Asistent inženirja – Brian Vibberts
- Masterizacija – Ted Jensen
- Fotografija – Glen Erler
- Snemalci – Bob Thrasher, Bradshaw Leigh, Dave Wilkerson, Jay Healy
- Zmiksal – Niko Bolas
- Tehnična podpora – Andrew Baker, Artie Smith, Courtney Spencer, Dave Hofbauer, David Hewitt, Doug Kleeger, Greg Garland, Howie Mendelson, Jon "J.D." Dworkow, Larry DeMarco, Laura Delia, Lester Baylinson, Peter Goodrich, Steve Bramberg

## Lestvice
| Lestvica (1993)                   | Mesto |
| --------------------------------- | ----- |
| Australian ARIA Albums Chart      | 1     |
| Austrian Albums Chart             | 2     |
| Canadian RPM Albums Chart         | 6     |
| Dutch Mega Albums Chart           | 23    |
| European Top 100 Albums           | 6     |
| Finnish Albums Chart              | 21    |
| German Media Control Albums Chart | 2     |
| Hungarian Albums Chart            | 33    |
| Italian Albums Chart              | 17    |
| Japanese Oricon Albums Chart      | 3     |
| New Zealand Albums Chart          | 1     |
| Norwegian VG-lista Albums Chart   | 9     |
| Portuguese Albums Chart           | 6     |
| Spanish Albums Chart              | 19    |
| Swedish Albums Chart              | 30    |
| Swiss Albums Chart                | 2     |
| UK Albums Chart                   | 3     |
| Billboard 200                     | 1     |

| Lestvica (1993)          | Mesto |
| ------------------------ | ----- |
| Australian Albums Chart  | 7     |
| Austrian Albums Chart    | 14    |
| Canadian Albums Chart    | 27    |
| Dutch Albums Chart       | 89    |
| Italian Albums Chart     | 78    |
| Japanese Albums Chart    | 79    |
| New Zealand Albums Chart | 18    |
| Swiss Albums Chart       | 17    |
| UK Albums Chart          | 43    |
| US Albums Chart          | 23    |
| Lestvica (1994)          | Mesto |
| Australian Albums Chart  | 26    |
| US Albums Chart          | 34    |

### Certifikati
| Regija                         | Certifikat   | Prodaja   |
| ------------------------------ | ------------ | --------- |
| Avstrija (IFPI Austria)        | Platinast    | 50,000    |
| Kanada (Music Canada)          | 3x platinast | 300,000   |
| Nemčija (BVMI)                 | Platinast    | 500,000   |
| Irska (IRMA)                   | 2x platinast | 30,000    |
| Japonska (RIAJ)                | Platinast    | 241,000   |
| Nizozemska (NVPI)              | Platinast    | 100,000   |
| Švedska (GLF)                  | Zlat         | 50,000    |
| Švica (IFPI Switzerland)       | Platinast    | 50,000    |
| Združeno kraljestvo (BPI)      | Platinast    | 300,000   |
| Združene države Amerike (RIAA) | 5x platinast | 5,000,000 |